# Фіннеган Олдфілд
Фіннеган Олдфілд (фр. Finnegan Oldfield; нар. 10 січня 1991, Льюїс, Східний Сассекс, Англія) — французько-британський актор.

## Фільмографія
| Рік       |    | Українська назва                    | Оригінальна назва                        | Роль                               |
| --------- | -- | ----------------------------------- | ---------------------------------------- | ---------------------------------- |
| 1997—2009 | с  | Кримінальна поліція                 | P.J.                                     | Лайонель                           |
| 2003      | тф | Атлантичний острів                  | L'île atlantique                         | Жан-Батист Сейнелє                 |
| 2005      | с  | Спіраль                             | Engrenages                               | Ділан                              |
| 2007      | с  | Громада                             | La commune                               | Франсуа Лазаре                     |
| 2008      | ф  | Високі стіни                        | Les hauts murs                           | Le bégayeux                        |
| 2009      | с  | Наліт                               | Braquo                                   | молодий грабіжник                  |
| 2011      | ф  | Мінери 27                           | Mineurs 27                               | Станіслас Касареллі                |
| 2011      | ф  | Пупупіду                            | Poupoupidou                              | Річі                               |
| 2011      | ф  | Штиль                               | La mer à l'aube                          | Жильбер Брустляйн                  |
| 2012      | кф | Це не фільм про ковбоїв             | Ce n'est pas un film de cow-boys         | Вінсент                            |
| 2013      | кф |                                     | Désolée pour hier soir                   | Жеремі                             |
| 2013      | ф  | Марш                                | La marche                                | радіоведучий                       |
| 2014      | ф  | Вікенди                             | Week-ends                                | Ерван                              |
| 2014      | кф | По річці                            | La traversée                             | Люка                               |
| 2014      | ф  | Жеронімо                            | Geronimo                                 | Нікіс Скорпіон                     |
| 2014      | кф | Панда                               | Panda                                    |                                    |
| 2014      | ф  | Випускний іспит                     | À toute épreuve                          | Лебарс                             |
| 2014      | ф  | Лілі Роуз                           | Lili Rose                                | служитель                          |
| 2014      | кф | Жаба і Бог                          | La grenouille et Dieu                    |                                    |
| 2014      | кф | Мадемуазель                         | Mademoiselle                             | молодий чоловік 1                  |
| 2014      | тф | Танцюючі на голові                  | Ceux qui dansent sur la tête             | Френзі                             |
| 2014      | кф | Цей древній світ                    | Ce monde ancien                          | Вінсент                            |
| 2015      | ф  | Ні на небесах, ні на землі          | Ni le ciel ni la terre                   | Патрік Мерсьє                      |
| 2015      | ф  | Ковбої                              | Les cowboys                              | Жорж Болланд на прізвисько «Малюк» |
| 2015      | ф  | Банг Ганг (сучасна історія кохання) | Bang Gang (une histoire d'amour moderne) | Алекс                              |
| 2016      | ф  | Ноктюрама                           | Nocturama                                | Давид                              |
| 2016      | ф  | Лагодити живих                      | Réparer les vivants                      | Максим                             |
| 2016      | ф  | Життя                               | Une vie                                  | Поль де Ламар (у віці 20 років)    |
| 2017      | ф  | Марвін, або Чудове виховання        | Marvin                                   | Марвін                             |
| 2017      | ф  | Обіцянка на світанку                | La Promesse de l'aube                    | капітан Лонжі                      |
| 2022      | ф  | Кінцевий монтаж                     | Coupez !                                 | Рафаель/Кен                        |
| 2025      | ф  | Альфа                               | Alpha                                    | професор англійської мови          |

## Визнання
| Нагороди та номінації Фіннегана Олдфілда                             | Нагороди та номінації Фіннегана Олдфілда | Нагороди та номінації Фіннегана Олдфілда | Нагороди та номінації Фіннегана Олдфілда |
| Рік                                                                  | Категорія                                | Фільм                                    | Результат                                |
| -------------------------------------------------------------------- | ---------------------------------------- | ---------------------------------------- | ---------------------------------------- |
| Міжнародний кінофестиваль короткометражних фільмів у Клермон-Феррані |                                          |                                          |                                          |
| 2013                                                                 | Найкращий актор                          | Це не фільм про ковбоїв                  | Перемога                                 |
| Премія «Сезар»                                                       |                                          |                                          |                                          |
| 2016                                                                 | Найперспективніший актор                 | Ковбої                                   | Номінація                                |
| 2018                                                                 | Найперспективніший актор                 | Марвін, або Чудове виховання             | Номінація                                |
| Премія «Люм'єр»                                                      |                                          |                                          |                                          |
| 2017                                                                 | Найкращий молодий актор                  | Банг Ганг (сучасна історія кохання)      | Номінація                                |
| 2018                                                                 | Найкращий молодий актор                  | Марвін, або Чудове виховання             | Номінація                                |